# Шэньчжоу-7
Шэньчжоу-7 (кит. 神舟七号) — третий пилотируемый космический корабль КНР, запуск которого произошёл 25 сентября 2008 года. Экипаж корабля состоял из трёх человек. Во время орбитального полёта был осуществлён первый выход тайконавта в открытый космос.

## Экипаж
| Чжай Чжиган       | Командир    | 1 | CNSA |
| Лю Бомин (刘伯明) | Бортинжинер | 1 | CNSA |
| Цзин Хайпэн       | Бортинжинер | 1 | CNSA |

Выход в открытый космос совершил тайконавт Чжай Чжиган.

## Хроника полёта
- 12.06.2008 — по сообщениям канцелярии Программы пилотируемых космических полётов Китая, был назначен экипаж корабля и дублёры, конкретный состав экипажа не оглашён.[2]
- 05.08.2008 — ракета-носитель «Чанчжэн-2F» была доставлена на космодром Цзюцюань в провинции Ганьсу[3]
- 17.09.2008 — официально объявлен состав экипажа.[4]
- 25.09.2008, в 21:10:04.988 CST — космический корабль стартовал с космодрома Цзюцюань.[5]
- 27.09.2008, в 16:45 CST — китайский космонавт Чжай Чжиган впервые вышел в открытый космос. Он провёл за бортом около 15 минут.[6] Первоначально планировалось, что выход в открытый космос займёт 20-40 минут, время внекорабельной деятельности было сокращено из-за ложного сигнала пожарной тревоги на корабле.[7]
- 28.09.2008, в 17:37 CST — посадка.